# 霍右村
霍右村（？—1966年），籍贯山西洪洞。中国近现代画家。
曾列名于1947年以张伯驹为理事长的北平市美术会（囊括中国画学研究会、湖社画会、四友画社、雪庐画社等以及美术院校如辅仁大学美术系、京华美术学院的教员及社会知名画家）198位成员当中，亦为1949年成立之以齐白石为首任会长的北京中国画研究会会员。
一九五七年七月，北京中国画研究会于故宫承乾宫举办第二届成员画展。其中霍右村、吴镜汀、汪慎生、白雪石、陈缘督、赵树棨、徐燕荪、任率英和吴光宇等人的创作受到注意并引起关于当代中国画应如何发展的讨论。